# Becán
Becán är en ort i Mexiko.   Den ligger i kommunen Calakmul och delstaten Campeche, i den östra delen av landet, 1 000 km öster om huvudstaden Mexico City. Becán ligger 272 meter över havet och antalet invånare är 268.
Terrängen runt Becán är platt. Runt Becán är det glesbefolkat, med 11 invånare per kvadratkilometer. Närmaste större samhälle är Xpujil, 7,3 km öster om Becán. I omgivningarna runt Becán växer i huvudsak städsegrön lövskog.